# CNAME记录
真实名称记录（英語：Canonical Name Record），即CNAME记录，是域名系统（DNS）的一种记录。CNAME记录用于将一个域名（同名）映射到另一个域名（真实名称），域名解析服务器遇到CNAME记录会以映射到的目标重新开始查询。
这对于需要在同一个IP地址上运行多个服务的情况来说非常方便。若要同时运行文件传输服务和Web服务，则可以把ftp.example.com和www.example.com都指向DNS记录example.com，而后者则有一个指向IP地址的A记录。如此一来，若服务器IP地址改变，则只需修改example.com的A记录即可。
CNAME记录必须指向另一个域名，而不能是IP地址。

## 细节
《RFC 1034》详细定义了CNAME记录的标准，并在《RFC 2181》的第十节中做了进一步规范。
CNAME记录在域名系统中的使用有诸多限制。当一个DNS解析服务器在查询各类记录时遇到一则CNAME记录时，它会立即重启查询，查询所映射到域名的对应记录。（除非是要查询CNAME记录本身，在那种情况下会返回所映射到的域名。）CNAME记录所映射的域名可以是域名服务中的任何域名。在同一服务器上，在远程服务器上，甚至在属于不同DNS zone（解析空间）的服务器上，都可以。
假设有下述DNS zone：
```
NAME                    TYPE   VALUE
--------------------------------------------------
bar.example.com.        CNAME  foo.example.com.
foo.example.com.        A      192.0.2.23
```

当要查询bar.example.com的A记录时，域名解析器会查到对应的CNAME记录，即foo.example.com，随即开始查询该域名的A记录，查到192.0.2.23则返回结果。

### 误会
可以使用CNAME记录将「bar.example.com」指向「foo.example.com」。因此，可能会有人随意的将bar.example.com称作是foo.example.com的「CNAME」。然而事实并非如此，bar.example.com的「CNAME」是foo.example.com，因为CNAME的意思是真实名称，而右侧才是真实名称，才是CNAME。
这则误会在《RFC 2181》「DNS规范的解释」一章中有提到。应当说左侧标签是右侧真实名称的一个同名。即下述CNAME记录：
```
bar.example.com.        CNAME  foo.example.com.
```

应当读作：
bar.example.com的真实名称是foo.example.com。请求访问bar.example.com的客户端会得到foo.example.com返回的结果。

### 限制
- CNAME记录总是指向另一则域名，而非IP地址。
- 有CNAME记录的域名不能有其他任何记录（MX记录、A记录等，《RFC 1034》第3.6.2节、《RFC 1912》第 2.4节) 唯一的例外是在使用DNSSEC的情况下，这时可以设置相关的DNSSEC相关记录，比如RRSIG，NSEC等（《RFC 2181》第10.1节）
- 为了保证效率，应当避免将CNAME记录指向其他的CNAME记录，但并非不可以。因此，可以通过CNAME记录创造无法被解析的循环，比如：

```
foo.example.com.  CNAME  bar.example.com.
bar.example.com.  CNAME  foo.example.com.
```

- MX记录和NS记录永远都不应指向由CNAME记录标记的域名（《RFC 2181》第10.3节）。因此，解析空间不应有下述结构：

```
example.com.      MX     0   foo.example.com.
foo.example.com.  CNAME  host.example.com.
host.example.com. A      192.0.2.1
```

- 根據（《RFC1912》）第2.4节，根網域（Root Domain）不應該被添加 CNAME 紀錄。但部分 DNS 服務商（例如 DNSPod、NS1）可以忽略該 RFC 標準而針對根網域做出 CNAME 解析，比如：

```
example.com.  CNAME  foo.example.com.
```

但這樣做會導致該網域若有用于邮箱服务，則可能造成錯誤，詳見如下方。
而願意遵守 RFC 標準的 DNS 供應商 (例如 Neustar UltraDNS、Cloudflare DNS）則採用了 Apex Alias 或 CNAME flattening 技術，這個技術將使得由 DNS 服務商自行處理 CNAME 解析的過程，並將最終解析的 A 紀錄作為實際解析的結果，從而不與 RFC 標準抵觸，比如：
```
example.com.  A      192.0.2.1
```

- 用于邮箱服务的域名不应有CNAME记录。在实践中，这或许不会出错，但由于邮件服务的不同，可能会有意料之外的效果。[2]

## DNAME记录
DNAME记录，即代理名称记录，由《RFC 6672》定义（原《RFC 2672》已经废弃）。一条DNAME记录会将某个域名的整个解析子树映射到另一域名，而CNAME只映射设定的域名，不映射子域名。如同CNAME一样，在DNS查询过程中，会查找所映射到的新域名的地址。域名解析服务器会为每一个被查询的子域名生成一则CNAME记录。为某个域名设置DNAME记录和为该域名的所有子域名设置CNAME记录的效果是一样的。
例如下述记录：
```
foo.example.com.        DNAME  bar.example.com.
bar.example.com.        A      192.0.2.23
xyzzy.bar.example.com.  A      192.0.2.24
*.bar.example.com.      A      192.0.2.25
```

查询foo.example.com的A记录不会返回任何结果。不同于CNAME记录，DNAME不会直接影响所设置域名的解析。
如果我们需要查询xyzzy.foo.example.com，则由于DNAME记录的映射会返回xyzzy.bar.example.com的A记录，即192.0.2.24。而如果将DNAME记录换成是CNAME记录的话，这样的请求则会报错提示无法找到。
由此，查询foobar.foo.example.com会由于DNAME记录映射返回192.0.2.25。

## ANAME记录
部分DNS平台支持尚未被标准化的ALIAS或ANAME记录类型。此类伪记录由DNS服务器维护，类似于CNAME记录，但在（某些）客户端解析时等同于A记录。ANAME记录通常会被设置指向另一域名。但在被客户端请求时候，则会直接返回对应的IP地址。ANAME记录的标准化过程正在进行中，但已经有许多不同的实现，所以由于平台的不同，效果也多种多样。有些存在于域名解析区的顶端，有些则为了提供邮件服务而存在。ANAME记录相对CNAME记录的一大优势是速度。服务端解析A记录的速度通常比客户端快，同时可以缓存对应的IP地址以备查询。IETF正在讨论和考虑ANAME记录的标准化。